# Porcher Island
Porcher Island ist eine Insel im nördlichen Küstenbereich der kanadischen Provinz British Columbia. Die Insel liegt vor der Mündung des Skeena River und gehört, mit einer Fläche von 521 km² sowie einem Umfang von 267 km zu den zehn größten Inseln der Provinz. Sie liegt am Übergang der Hecate Strait in den Dixon Entrance. Auf der Insel finden sich keine größeren Ansiedlungen. Die nächstgelegene größere Stadt ist Prince Rupert nordnordöstlich auf dem Festland. Die Insel gehört zum North Coast Regional District und ist heute benannt nach dem Kapitän der britischen Royal Navy Edwin A. Porcher.
Traditionell ist die Insel Siedlungs- und Jagdgebiet hauptsächlich der Gitxaała, einem Volk der Tsimshian, welche auf der südwestlich gelegenen Insel Dophin Island auch ein Reservat haben.
Im Westen trennt die Hecate Strait die Insel vom Festland. Der höchste Punkt der Insel, mit (892 m), ist der im Süden gelegene Egeria Mountain. Die Insel ist umgeben von zahllosen kleineren Inseln. Im Süden liegt, durch den Ogden Channel getrennt, mit Pitt Island eine größere Insel.
Von den Schiffen, welche auf der Inside Passage verkehren, wird die Insel in der Regel östlich passiert.